# عبد الله بن محمد المسندي
أبو جعفر عبد الله بن محمد بن عبد الله بن جعفر بن اليمان بن أخنس بن خنيس الجعفي البخاري المسندي توفي عام 229 هـ أحد العلماء ومن كبار رواة الحديث عند أهل السنة والجماعة.
ارتحل إلى العراق والحجاز، وعُرِف بالمسندي لأنه كان يطلب المسندات ويرغب عن المراسيل. وقال الحاكم النيسابوري: «إنما قيل له المسندي لأنه أول من جمع مسند الصحابة على التراجم بما وراء النهر وهو إمام أهل الحديث في عصره بما وراء النهر بلا مدافعة.» وجدّه هو من أسلم على يده جدّ الإمام محمد بن إسماعيل البخاري.
قال أحمد بن سيار: «غاب أبو جعفر عن بلده، وأقام في طلب الحديث في الآفاق. وكان يلقب بالمسندي، وهو من المعروفين من أهل العدالة والصدق، صاحب سنة وجماعة وإتقان. رأيته بواسط حسن القامة، أبيض الرأس واللحية. ورجع إلى بخارى، ومات بها.» قال الخليلي: «ثقة متفق عليه.» وذكره ابن حبان في الثقات وقال: كان متقناً.
مات يوم الخميس لست ليال بقين من ذي القعدة عام 229 هـ

## شيوخه وتلاميذه
- شيوخه ومن روى عنهم:[7]

سمع من: سفيان بن عيينة، ومروان بن معاوية، وإسحاق الأزرق، والفضيل بن عياض، وعبد الله بن نمير، وعبد الرزاق الصنعاني، وطبقتهم.
- تلاميذه ومن روى عنه:

حدث عنه: البخاري في صحيحه، ومحمد بن يحيى الذهلي، وأبو زرعة الرازي، وعبيد الله بن واصل، والفقيه محمد بن نصر، وغيرهم.